# Jamestown (New York)
Jamjestown je grad u američkoj saveznoj državi New York. Prema popisu stanovništva iz 2010. u njemu je živjelo 31.146 stanovnika.